# مجید نامجو مطلق
مجید نامجومطلق (زاده ۱۰ خرداد ۱۳۴۵ در تهران) بازیکن پیشین فوتبال است. او سابقهٔ عضویت در باشگاه‌های استقلال تهران، پاس، کشاورز و پرسپولیس را در کارنامه دارد.

## دوران بازیگری
مجید نامجومطلق فوتبال خود را از زمین های خاکی محله شهباز  (۱۷ شهریور جنوبی) تهران آغاز کزد. در بازی های محلی مورد توجه ‎‎‎‎‫‫رحیم میرآخوری که آن زمان مدافع باشگاه بانک ملی و سرمربی تیم ملی جوانان بود قرار می گیرد و در پانزده سالگی به عضویت تیم جوانان بانک ملی تهران درمی آبد و بعد از سه ماه حضور در رده جوانان با نشان دادن استعداد و توانایی های فنی خود به تیم بزرگسالان این باشگاه می پیوندد. بعد از بانک ملی در سال ۱۳۶۴ به استقلال می رود و همان سال با هدایت ‎‎منصور پورحیدری قهرمان باشگاه های تهران می شود و در نوزده سالگی به تیم ملی ایران دعوت می شود.
وی یکی از تکنیکی ترین و فنی ترین فوتبالیست های ایرانی به شمار می رود که سالها در استقلال و تیم ملی بازی کرد و همراه با استقلال قهرمان جام باشگاه های آسیا و همراه تیم ملی به مقام قهرمانی بازیهای آسیایی رسید. اوج هنرنمایی وی یازی معروف جام بین قاره ای در سال ۱۹۹۱ بود که یک تنه ایران را به پیروزی برابر الجزایری رساند که ستاره های بسیاری را در آن سالها داشت. این درخشش مورد توجه نمایندگان باشگاه فوتبال بیشکک قرقیزستان نیز قرار گرفت.
بعد از استقلال به السد قطر رفت و بعد از حضوری کوتاه در این تیم در پاس, استقلال و کشاورز تهران بازی کرد; سالهایی که با مصدومیت از ناحیه قوزک پا رنج می برد و برای رهایی از این آسیب دیدگی قدیمی به پیشنهاد امیر عابدینی, رییس وقت فدراسیون فوتبال برای جراحی به آلمان رفت. بعد از مداوای آسیب دیدگی و بازگشت به ایرانُ این بار به عضویت باشگاه فوتبال پرسپولیس درآمد و تا سال ۱۳۷۶ در این باشگاه حضور داشت و دوباره و برای بازی های پایانی انتخابی جام جهانی ۱۹۹۸ به تیم ملی ایران دعوت شد و در بازی پلی آف مقابل ژاپن در ترکیب تیم ملی ایران قرار گرفت.

### حضور در شهرآورد تهران
مجید نامجومطلق از جمله بازیکنانی است که شهرآورد تهران را در هر دو لباس آبی و قرمز تجربه کرده‌است. نامجومطلق در کل در هشت شهرآورد تهران حاضر بوده‌است که پنج بازی برای استقلال و سه بازی برای پرسپولیس انجام داده‌است.
نامجومطلق با لباس استقلال تهران هرگز برد در شهرآورد را تجربه نکرد و در شهرآورد شماره ۲۹ مقابل وحید قلیچ (دروازه‌بان پرسپولیس) موفق به گل کردن ضربه پنالتی استقلال نشد و تا قبل از دربی ۲۹ تنها استقلالی بود که در شهرآورد پنالتی از دست داده بود.

## دوران مربیگری

### مربیگری در استقلال تهران
مجید نامجومطلق در دهمین دوره لیگ برتر از هفته بیستم و برای مدتی دستیار صمد مرفاوی (دستیار سرمربی سابق استقلال تهران) شد و تا پایان فصل در این سمت باقی ماند.
در شهریور ۱۳۹۹ و پس از ناکامی فرهاد مجیدی به عنوان سرمربی استقلال تهران در فینال جام حذفی مقابل تراکتور تبریز، مجید نامجومطلق به عنوان سرمربی موقت استقلال انتخاب شد. او در مسابقات لیگ قهرمانان آسیا که به صورت متمرکز در قطر برگزار می‌شد با گرفتن مساوی از تیم الشرطه عراق و بردن الاهلی عربستان توانست استقلال تهران را به مرحله یک‌هشتم نهایی این رقابت‌ها برساند اما در این مرحله با نتیجهٔ دو بر یک مغلوب پاختاکور ازبکستان شد و کار او در استقلال خاتمه یافت.

## افتخارات
- قهرمانی جام باشگاه‌های تهران ۱۳۶۴ به همراه استقلال تهران
- قهرمانی جام قدس ۶۹–۱۳۶۸ به همراه استقلال تهران
- نایب قهرمانی جام باشگاه‌های تهران ۱۳۶۹-۱۳۶۸ به همراه استقلال تهران
- قهرمانی جام باشگاه‌های آسیا ۶۹-۱۳۶۸ به همراه استقلال تهران
- قهرمانی لیگ آزادگان ۱۳۷۴ به همراه پرسپولیس
- قهرمانی لیگ آزادگان ۷۶–۱۳۷۵ به همراه پرسپولیس
- قهرمانی جام امیر قطر ۱۹۹۱ به همراه السد
- قهرمانی جام شیخ جاسم قطر ۱۹۹۱ به همراه السد

### ملی
- مقام سوم جام ملت‌های آسیا ۱۹۸۸

- قهرمانی بازی‌های آسیایی ۱۹۹۰

- نایب قهرمانی جام ملت‌های آفریقا–آسیا ۱۹۹۱

### به عنوان دستیار
- نایب قهرمانی جام حذفی فوتبال ایران ۹۹–۱۳۹۸ به همراه استقلال تهران به عنوان دستیار فرهاد مجیدی

### فردی
- تکنیکی ترین بازیکن جام باشگاه‌های آسیا ۹۱–۱۹۹۰
- بهترین بازیکن جوان جام باشگاه‌های آسیا ۹۱–۱۹۹۰